# Ipameri
Ipameri é um município brasileiro do interior do estado de Goiás, localizado entre os rios Corumbá e São Marcos. Sua população, conforme estimativas do IBGE de 2021, era de 27 365 habitantes. O município tem dois distritos (além do distrito-sede, que dá nome ao município), são eles: Domiciano Ribeiro e Cavalheiro.

## Topônimo
"Ypameri", depois "Ipameri" é um termo oriundo da língua tupi. É a junção de y'paũ "ilha" (etimologicamente: intervalo entre águas) + mirĩ "pequeno", sendo a tradução da expressão "Entre Rios", primeiro nome da cidade, quando de sua fundação oficial em 1870. O município passou a se chamar "Ypameri" em 1904.

## História

### Surgimento do povoado
A região de Ipameri foi colonizada pela primeira vez pelos europeus em meados do século XIX. Antes da chegada dos europeus ao continente americano, a porção central do Brasil era ocupada por indígenas do tronco linguístico macro-jê, como os acroás, os xacriabás, os xavantes, os caiapós, os javaés etc.
Em 1816 surgiu o "Arraial do Vai-Vem", depois "Povoado do Vai-Vem" à margem esquerda do Ribeirão "Vai-Vem". Em 1833, o povoado foi elevado à categoria de Vila, pertencente ao  "Arraial de Catalão", sendo elevada à categoria de cidade em 1870, recebendo o nome de "Entre Rios". Em 1926, o nome foi alterado para "Ypameri", que é uma tradução modificada da expressão "entre rios" em tupi ("Y": rio; "pan" "meri": vão, espaço, entre). Posteriormente, o "Y" deixou de integrar o alfabeto português brasileiro e foi substituído por "I".

### História recente
Ipameri foi a primeira cidade do estado de Goiás a contar com energia elétrica gerada no próprio município e uma das primeiras da Região Centro-Oeste do Brasil a contar com esse tipo de energia, antes mesmo da capital do estado. A Usina Hidroelétrica do Rio do Braço hoje desativada, recebeu máquinas  importadas, especialmente da Alemanha e tornou-se, juntamente com o rio que a impulsiona, uma atração para o município.
Ipameri entrou em um período próspero nessa época, tornando-se uma das regiões mais ricas do estado. Foi quando, além de receber água encanada e energia elétrica, produzida na própria cidade a partir da Usina do Rio do Braço, foi fundado lá um dos primeiros jornais do estado, o primeiro sindicato rural, a primeira emissora de rádio (Rádio Xavantes) e o primeiro jóquei clube (Hipódromo Firmo Ribeiro), onde aconteciam competições de hipismo de nível nacional. O cinema, que também poucas cidades goianas possuíam, foi inaugurado com o nome de Cine Estrela.
Dada a situação econômica privilegiada da cidade, foi aqui instalada a primeira agência do Banco do Brasil do estado de Goiás.

## Economia
As principais atividades econômicas do município são a agricultura e pecuária. Possui também um comércio variado e passa por um recente processo de industrialização (agroindústrias). O produto interno bruto de 2003 foi de pouco mais de 304 milhões de reais (em valores da época), apresentando a seguinte divisão por setores produtivos: 46% no setor primário, 19,7% no setor secundário e 34,3% no setor terciário. No mesmo ano, o PIB per capita foi de 12.925 Reais, sendo a soma dos impostos pagos pelos munícipes no ano de  26.637 mil reais.[carece de fontes?]
O município é um grande produtor de cereais na região Sudeste de Goiás [carece de fontes?]. As culturas mais importantes são o algodão e a soja, mas também há cultivo de milho, arroz, batata, tomate, café, mandioca e alho.
Os principais laticínios da cidade são Laticínios Carvalho Ltda; Cooperativa Agropecuária do Vale do Corumbá Ltda; dos frigoríficos destacam-se FRI-SOL Frigorífico Sol Nascente Ltda.; Gaasa e Alimentos Ltda e Carvalho e Pinheiro Ltda.
Na destilação de bebidas a mais importante é a  destilaria LASA Lago Azul S/A é a Zona Industrial: Distrito Agroindustrial (DIAIPA). Os principais produtos agrícolas por área plantada são o café (565ha.), o algodão (5800ha.), a cana (2700ha.), o milho (14000ha.) e a soja (66000 ha.).[carece de fontes?]

### Infraestrutura
O município possuí uma infraestrutura econômica relativamente boa. As rodovias que dão acesso são pavimentadas. Existe a Estação Ferroviária, que serve a cidade desde a década de 1920, hoje realizando apenas o transporte de cargas. Conectando-se à Anápolis, Goiânia, São Paulo e Minas Gerais, a rede de distribuição de energia elétrica cobre todo o perímetro urbano e parte considerável da área rural. Saneamento básico e distrito industrial.
Ipameri conta com Terminal Rodoviário, o aeroporto distante 4,5 km do centro da cidade, rede ferroviária, as vias de acesso são todas asfaltadas no total de 5, ligando Ipameri à capital e aos principais centros urbanos, como Uberlândia, Belo Horizonte, Brasília, por onde escoa toda a produção agropecuária e comercial da cidade. Apesar de não existir transporte coletivo, o município é bem servido pelo transporte rodoviário intermunicipal e interestadual que o liga aos principais centros urbanos do país.
Para o turismo o município proporciona vários hotéis, restaurantes e clubes, destacando-se entre outros o Jóquei Clube de Ipameri. O Lago Corumbá localizado a 30 km do centro da cidade e o rio do Braço são atrações à parte. A Saneago é responsável pelo saneamento básico disponibilizando água tratada a 95,8% das residências. Já o sistema de esgoto que é responsabilidade da Prefeitura Municipal atende 60% da população. Isso acontece porquê em Ipameri 70% da rede de esgoto foi feita por particulares. Agora a prefeitura está refazendo todo o sistema. O polo educacional da cidade é representado por um Campos do IF Goiano e outro da UEG.
No Hipódromo, denominado Firmo Ribeiro, já aconteceram grandes eventos de corridas de cavalos, envolvendo várias cidades do país.

## Geografia

### Clima
Segundo dados do Instituto Nacional de Meteorologia (INMET), desde fevereiro de 1977 a menor temperatura registrada em Ipameri foi de 0,6 °C em 21 de julho de 1981 e a maior atingiu 39,3 °C em 7 de outubro de 2020. O maior acumulado de precipitação em 24 horas alcançou 131,2 milímetros (mm) em 10 de fevereiro de 1992. Outros acumulados iguais ou superiores aos 100 mm foram: 129,5 mm em 24 de fevereiro de 2020, 126,4 mm em 8 de fevereiro de 1995, 119,1 mm em 10 de janeiro de 1998, 112,9 mm em 19 de janeiro de 2016, 109 mm em 3 de abril de 1984, 108,2 mm em 11 de março de 2018, 107,6 mm em 19 de janeiro de 2017, 107,2 mm em 28 de outubro de 1988, 107 mm em 6 de março de 1994, 106,3 mm em 6 de dezembro de 2009, 106,2 mm em 7 de outubro de 2011 e 101 mm em 24 de novembro de 1993. Dezembro de 1989 foi o mês de maior precipitação, com 763,5 mm.
| Dados climatológicos para Ipameri                                                                                       | Dados climatológicos para Ipameri | Dados climatológicos para Ipameri | Dados climatológicos para Ipameri | Dados climatológicos para Ipameri | Dados climatológicos para Ipameri | Dados climatológicos para Ipameri | Dados climatológicos para Ipameri | Dados climatológicos para Ipameri | Dados climatológicos para Ipameri | Dados climatológicos para Ipameri | Dados climatológicos para Ipameri | Dados climatológicos para Ipameri | Dados climatológicos para Ipameri |
| Mês | Jan                               | Fev                               | Mar                               | Abr                               | Mai                               | Jun                               | Jul                               | Ago                               | Set                               | Out                               | Nov                               | Dez                               | Ano                               |
| --- | --------------------------------- | --------------------------------- | --------------------------------- | --------------------------------- | --------------------------------- | --------------------------------- | --------------------------------- | --------------------------------- | --------------------------------- | --------------------------------- | --------------------------------- | --------------------------------- | --------------------------------- |
| Temperatura máxima recorde (°C)                                                                                         | 35,3                              | 36                                | 34,1                              | 33,9                              | 33,1                              | 32,7                              | 32,7                              | 35,9                              | 39,1                              | 39,3                              | 36,3                              | 36,2                              | 39,3                              |
| Temperatura máxima média (°C)                                                                                           | 29,7                              | 30,1                              | 29,7                              | 29,5                              | 28,1                              | 27,6                              | 28                                | 30                                | 31,6                              | 31,8                              | 29,9                              | 29,8                              | 29,7                              |
| Temperatura média compensada (°C)                                                                                       | 24                                | 24                                | 23,8                              | 23,2                              | 21                                | 19,8                              | 19,9                              | 21,8                              | 24,2                              | 25,1                              | 24                                | 24,1                              | 22,9                              |
| Temperatura mínima média (°C)                                                                                           | 20                                | 19,9                              | 19,7                              | 18,4                              | 15,4                              | 13,4                              | 13,1                              | 14,6                              | 17,9                              | 19,7                              | 19,9                              | 20,1                              | 17,7                              |
| Temperatura mínima recorde (°C)                                                                                         | 14,8                              | 15,1                              | 13,2                              | 8,2                               | 5,2                               | 3                                 | 0,6                               | 5,5                               | 8,6                               | 11,2                              | 14,8                              | 15,3                              | 0,6                               |
| Precipitação (mm) | 272,2                             | 210,4                             | 224,8                             | 92                                | 29                                | 8,2                               | 3,5                               | 6,7                               | 46                                | 108,1                             | 217,6                             | 263,3                             | 1 481,8                           |
| Dias com precipitação (≥ 1 mm)                                                                                          | 17                                | 14                                | 15                                | 7                                 | 3                                 | 1                                 | 0                                 | 1                                 | 4                                 | 8                                 | 14                                | 17                                | 101                               |
| Umidade relativa compensada (%)                                                                                         | 77                                | 76,2                              | 77,4                              | 73,3                              | 69,9                              | 65,4                              | 58,3                              | 50,1                              | 51,5                              | 60,6                              | 73,2                              | 76,6                              | 67,5                              |
| Insolação (h) | 166,7                             | 172,6                             | 184,1                             | 227,5                             | 243,7                             | 251,4                             | 262                               | 267,6                             | 211                               | 189,9                             | 170,6                             | 157,5                             | 2 504,6                           |
| Fonte: INMET (normal climatológica de 1991-2020; horas de sol: 1981-2010; recordes de temperatura: 10/02/1977-presente) |                                   |                                   |                                   |                                   |                                   |                                   |                                   |                                   |                                   |                                   |                                   |                                   |                                   |

### Demografia
A maioria da população de Ipameri vive na cidade. Uma minoria mora na zona rural ou em povoados adjacentes. Dos 26 178 ipamerinos, 20 500 (84,5%) compõem a população urbana e 3 500 (15,5%) compõem a população rural.

## Atrativos
O município é berço de vários artistas e conta com um artesanato significante, tendo sido criada a Casa do Artesão onde os pequenos e médios artesãos podem vender seus produtos.
A festa Agro-Pecuária, já com meio século de existência traz movimento expressivo para a cidade, voltado para o agronegócio, a maior fonte econômica do município.
O Mocajee Cross, corrida de motos, jeeps e carroças também tem atraído os amantes da modalidade esportiva para o Povoado da Vendinha, antigo Sucuri, cujas terras foram doadas pela família Souza Pereira, onde as áreas de acampamento a 23 km do centro da cidade recebem um número bastante elevado de visitantes provindos de várias localidades do estado, e até mesmo de fora. Contando com um público das mais diferentes regiões do país, como: interior de Goiás, Brasília, Goiânia, Triângulo Mineiro, São Paulo, Mato Grosso e região Sul. O evento que acontece desde 2004 conta com uma programação bastante variada. Constituída principalmente pelas competições de motocross, jeepcross e cross country com bike (mountain bike).
A festa da Padroeira da cidade, Nossa Senhora da Abadia que no passado, segundo reza a história, já atraiu romarias que desapareceram. Hoje a festa acontece mais com a população local, rural e da própria região.

## Religião
Ipameri é uma cidade de forte influência Católica Apostólica Romana . A Igreja Católica, como em toda a História do Brasil, exerceu também na História de Ipameri importante papel, influenciando nas decisões políticas e contribuindo para a  construção histórica do município, se consolidando como respeitada instituição na cidade e deixando a ela legados de grande valor. O que fez de Ipameri cidade estratégica para a irradiação católica no interior goiano. Encontra-se na cidade a sede diocesana de dezenove municípios goianos : Anhanguera, Caldas Novas, Campo Alegre de Goiás, Catalão, Corumbaíba, Cumari, Davinópolis, Goiandira, Ipameri (Sede), Marzagão, Nova Aurora, Orizona, Ouvidor, Palmelo, Pires do Rio, Rio Quente, Santa Cruz de Goiás, Três Ranchos e Urutaí. A Catedral do Divino Espírito Santo, construída no estilo neo-gótico de 1926 a 1927 quando  foi inaugurada, é sede da diocese e constituí-se importante atração turística na cidade. Existem também outras obras importantes da Igreja no município como o  Colégio das Irmãs. Construído para acolher em clausura as noviças da região se caracteriza por apresentar Arquitetura em Art Déco.
A padroeira do município é Nossa Senhora D'Abadia. Sua Festa ocorre do dia 6 ao dia 15 de Agosto.
O religioso mais conhecido desde a fundação desta urbe, foi Monsenhor Domingos P. de Figueiredo. Serviu através da Igreja, por vários anos. Emprestou seu nome ao Pavilhão (um tipo de Centro de Convenções Municipal) onde são realizados muitos eventos religiosos e sociais dos cidadãos ipamerinenses. Também a uma Escola Estadual da cidade - conforme Lei Estadual nº 9.206/82, assinada pelo então Governador Ary Valadão.
"Monsenhor P (...)", como era conhecido, visitava famílias de outras religiões para  tentar evangelizá-las.
A cidade conta ainda com várias Igrejas Evangélicas, dentre elas a Igreja de Cristo situada no Bairro Dom Vital, próximo à Rodoviária. A cidade também possui a Igreja Ministério Casa da Fé, situada no Alto da Boa Vista, onde em Ipameri situa a sede, tendo outras igrejas em Rio Verde-Go e Catalão-Go.
Também possui Igrejas evangélicas tradicionais como a Igreja Batista a Igreja Presbiteriana (tendo mais de 80 anos na cidade). A Igreja Batista Nacional Missionária possui uma Instituição de recuperação de dependentes químicos. A cidade conta também com uma paróquia da Igreja Ortodoxa de Antioquia, a Paróquia de São João Batista, tendo como Pároco Padre Rafael Magul.

## Educação
Ipameri possui unidades de educação que vão do ensino infantil ao ensino Superior. O município conta com várias escolas e creches. No município existem mais de 30 escolas direcionadas ao ensino fundamental e médio. Tanto da rede privada quanto da rede pública de ensino. No ensino fundamental destaca-se entre outros a Escola Municipal Agrícola Godofredo Perfeito, proporcionando desde disciplinas escolares tradicionais até práticas agrícolas aos seus alunos.
As principais instituições públicas de nível médio da cidade são (no ensino médio) o Colégio Estadual Professor Eduardo Mancini (CEPEM), antiga escola fundada pela colônia sírio-libanêsa e o Colégio Estadual Normal.
No Ensino Superior, Ipameri conta com duas Universidades: uma unidade da Universidade Estadual de Goiás e o IV  Campus da Pontifícia Universidade Católica de Goiás (PUC-Goiás). O SENAC Cel. Ignácio Elias Bufáiçal oferece cursos técnicos e profissionalizantes.
O Instituto Federal Goiano também está presente em Ipameri, desde o início de 2014.

## Exército
O Exército Brasileiro possui uma Organização Militar na cidade de Ipameri-GO. A 23ª Companhia de Engenharia de Combate Mecanizada (Companhia Capitão-Mor Bartolomeu Bueno da Silva), foi fundada em novembro de 1975, nas instalações do antigo 6º Batalhão de Caçadores. Por este motivo, Ipameri é residência de dezenas de militares veteranos.

## Personalidades
- Benedito Vicente Ferreira, empresário e político.
- Rubens Cosac, político.
- Jânio Pacheco, político.